# Charlie Rouse
Charlie Rouse (6. dubna 1924 Washington, D.C., USA – 30. listopadu 1988 Seattle, Washington, USA) byl americký jazzový saxofonista a flétnista.
Svou kariéru zahájil v roce 1944 v orchestru Billyho Eckstinea a o rok později hrál s Dizzy Gillespiem. V roce 1949 hrál s Dukem Ellingtonem a v následujícím roce s Count Basiem. Rovněž spolupracoval s hudebníky, jako byli Clifford Brown, Sonny Clark, Art Farmer nebo Benny Carter. Řadu let byl členem souboru Thelonious Monka, se kterým nahrál řadu alb a po jeho smrti v roce 1982 založil tribute skupinu nazvanou Sphere.

## Sólová diskografie
- The Chase Is On (1957)
- Takin' Care of Business (1960)
- Unsung Hero (1960)
- Yeah! (1960)
- Bossa Nova Bacchanal (1962)
- Two is One (1973)
- Moment's Notice (1977)
- Cinammon Flower (1977)
- Upper Manhattan Jazz Society (1981)
- Social Call (1984)
- Epistrophy (1988)